# 帕瑞納山
帕瑞納 （西班牙文：Cerro Paranal）是在智利北部亞他加馬沙漠中的一座山。帕瑞納天文台坐落在这座山上，因甚大望遠鏡和VLT巡天望遠鏡而著名。它位於安托法加斯塔南方120公里，塔爾塔北方80公里，離海岸12公里。

## 外部連結
- Cerro Paranal